# Оммеландервейк
Оммеландервейк (нід. Ommelanderwijk) — село в муніципалітеті Вендам, провінція Гронінген (Нідерланди). Село виникло на території однойменного району. Назва Оммеландервейк вказує на регіон Оммеланди.